# Atagaj
Atagaj (in russo Атагай?) è un insediamento di tipo urbano della Russia, situato nell'Oblast' di Irkutsk.